# ベンジャミン・マコ・ヒル
ベンジャミン・マコ・ヒル（英: Benjamin Mako Hill）は、自由ソフトウェア活動家、ハッカー、著者、教授。DebianおよびUbuntuプロジェクトの貢献者であり、自由ソフトウェア開発者としても活動している。また、「Debian GNU/Linux 3.1 Bible」「The Official Ubuntu Server Book」「The Official Ubuntu Book」の共著者でもある。
ヒルはワシントン大学のコミュニケーション学准教授である。

## 生い立ち
ヒルはハンプシャー大学で文学とテクノロジーの学士号を取得し、MITメディアラボで修士号を取得した。さらに、MITスローン経営大学院とMITメディアラボの学部間プログラムで博士号を取得している。2013年秋現在、ワシントン大学コミュニケーション学部の助教授を務めており 、MIT市民メディアセンターのフェローとして、市民組織のためのソフトウェア開発を指導している。  
また、OLPCプロジェクトの顧問および請負業者として働いてきた。GNUプロジェクトの講演者でもあり 、Software Freedom International（ソフトウェアの自由の日を主催する組織）の理事を務めている。2006年にはまつざきみかと結婚し、数学的に制約された結婚の誓いを使用した。

## Debian
ヒルは1999年以来、Debianの活動的なメンバーである。Debianプロジェクトリーダーの代表を務めるとともに、小規模な非営利団体のニーズを満たすために設計されたDebianカスタムディストリビューション「Debian Non-Profit」の創設者兼コーディネーターを務めている。また、2003年3月から2006年7月までSoftware in the Public Interestの理事を務め、2004年8月からは同組織の副会長を務めた。

## Ubuntu
ヒルはUbuntuのコア開発者および創設メンバーでもあり、同プロジェクトに積極的に貢献し続けている。技術的な責任に加え、Ubuntuの最初の1年半の間、「コミュニティマネージャー」としてプロジェクト周辺のコミュニティ構築を調整した（後にその役割をジョノ・ベーコンに譲った）。 この期間中、ヒルはカノニカルにフルタイムで勤務していた。プロジェクト内では、2011年10月まで「コミュニティ評議会」ガバナンス委員会に所属し、プロジェクトの非技術的な側面全般を監督していた。また、行動規範やプロジェクトの多様性声明への貢献も行っていた 。

## その他の活動
ソフトウェア開発に加え、ヒルは執筆活動にも積極的に取り組んでいる。学術書や雑誌、ニュースレター、オンラインジャーナルに寄稿しており、スレート誌にはブログ記事の1つが再掲載されている。  彼は「Free Software Project Management HOWTO」の著者であり、これは自由ソフトウェアプロジェクトのマネジメントにおいて標準となるドキュメントである。また、人類学、社会学、経営学、ソフトウェアエンジニアリングの観点からFOSSに関する学術論文を発表しており、知的財産、著作権、コラボレーション全般に関しても執筆および講演を行っている。  さらに、ウェブコミュニティへのコミュニティ参加の社会学を研究しており、ScratchやWikipediaなどのプロジェクトに関する論文を多数発表し、引用されている。これらのトピックについては公に講演しており、2008年のOSCONでは基調講演を行った。
ヒルは、自由ソフトウェアやオープンソフトウェアとしてのソフトウェアのリリースを指導し、コミュニティの参加を促す開発活動を構築することに特化したFOSSプロジェクトのコンサルタントとして数年間働いてきた。また、ヨーロッパと北米を中心に、FOSSと知的財産に関する講演や旅行に多くの時間を費やしている。
ヒルは以前、MITメディアラボの大学院研究員としてフルタイムで研究に従事していた。ラボでは、電子出版グループとコンピューティング文化グループの両方で共同執筆と意思決定ソフトウェアに取り組んでいた。プロジェクトの1つであるSelectricityは、MTVとシスコシステムズから賞と助成金を受けた投票ツールである。  また、ハーバード大学バークマンインターネット＆ソサエティセンターおよびMITシビックメディアセンターのフェローでもあった
。
彼はウィキメディア財団の諮問委員会、オープンナレッジ財団の諮問委員会 、フリーソフトウェア財団の理事を務めた。また、2009年にはUbuntuコミュニティ評議会の創設メンバーであった。

## 受賞歴
2018-2019年 スタンフォード大学行動科学高等研究センターの研究員
2019年 Research Symbiont Award—General Symbiont

## 著書
- Debian GNU/Linux 3.1 Bible ISBN 978-0-7645-7644-7
- The Official Ubuntu Server Book ISBN 978-0133017533
- The Official Ubuntu Book ISBN 978-0-13-243594-9

## References
1. ↑  “Lessig, Stallman on 'Open Source' DRM • The Register”. The Register. 2025年2月3日閲覧。
2. 1 2  “Hackers' wedding vows based on Pi and Phi – Boing Boing” (2006年6月8日). 2025年2月3日閲覧。
3. ↑  “Hill, Benjamin Mako”.   University of Washington. 2021年4月2日閲覧。
4. ↑  “Benjamin Mako Hill's CV”.   Benjamin Mako Hill. 2022年1月3日閲覧。
5. ↑  “University of Washington, Department of Communication”.   University of Washington (2013年9月9日). 2014年2月21日時点のオリジナルよりアーカイブ。2014年11月10日閲覧。
6. ↑  “GNU speakers”.   Free Software Foundation (2007年7月17日). 2007年7月17日閲覧。
7. ↑  “Art, Activism and Other Fun Projects :: Benjamin Mako Hill”.   Mako.cc. 2011年10月18日閲覧。
8. ↑  “Non-Profit”.   Debian. 2019年9月27日時点のオリジナルよりアーカイブ。2011年10月18日閲覧。
9. ↑  Akkerman, Wichert (2003年2月22日). “Result for vote regarding new members for the board of directors”. 2007年7月16日閲覧。
10. ↑  Hill, Benjamin (2006年7月5日). “Stepping Down From Software in the Public Interest, Inc.”. 2007年7月16日閲覧。
11. ↑  Graham, David (2004年9月7日). “Minutes for August 10th, 2004”. 2007年7月16日閲覧。
12. ↑  “Has Ubuntu lost it? Some say Canonical has lost its way. Are they right?”. Tech Radar Pro.  Future US, Inc. (2013年7月14日). 2014年11月11日時点のオリジナルよりアーカイブ。2014年11月11日閲覧。
13. ↑  “5 years later, 5 ways that Ubuntu has made Linux more human”. Ars Technica.   Condé Nast (2009年10月20日). 2014年11月11日閲覧。
14. ↑  “Ubuntu Increasing Its Diversity”. Linux Pro Magazine.   Linux New Media USA (2011年2月10日). 2014年11月11日閲覧。
15. ↑  “Google Scholar Citations”. 2014年11月10日閲覧。
16. ↑  Hill, Benjamin Mako (May 13, 2014). “Don't use Gmail? Here's how to determine how many of your emails Google may have.”. Slate 2014年11月18日閲覧。.
17. ↑  “Benjamin Mako-Hill on Open Source vs. Free, GPL and Prepping for OSCON”. 2017年7月20日時点のオリジナルよりアーカイブ。2025年2月3日閲覧。
18. ↑  “Penguicon 6.0 -- Penguins in Space!”. 2025年2月3日閲覧。
19. ↑  “Antifeatures: deliberate, expensive product features that no customer wants”. Boing Boing (2011年2月5日). 2014年11月11日閲覧。
20. ↑  “The contribution conundrum: Why did Wikipedia succeed while other encyclopedias failed?”. 2014年11月10日閲覧。
21. ↑  “Wikipedia Editor Threatened With Lawsuit For Participating In Discussion Leading To Deletion Of Entry” (2013年4月2日). 2014年11月10日閲覧。
22. ↑  “What makes a project remixable?”. Boing Boing (2013年5月10日). 2014年11月11日閲覧。
23. ↑  “Study: open source remixing seems to lead to less original work”. Wired.co.uk.   Conde Nast UK (2013年5月13日). 2014年11月13日時点のオリジナルよりアーカイブ。2014年11月11日閲覧。
24. ↑  “OSCON 2008 talks”. 2014年11月11日時点のオリジナルよりアーカイブ。2014年11月10日閲覧。
25. ↑  “Free Software Project Management HOWTO”. 2014年11月10日閲覧。
26. ↑  Peek, Robin (2007年4月1日). “Stickers, a Pit Bull, and Brussels: A Busy Month for OA”. Information Today.  オリジナルの2020年7月2日時点におけるアーカイブ。
27. ↑  Berkman Center for Internet & Society. “Berkman Center Fellow”. 2014年11月10日閲覧。
28. ↑  MIT Center for Civic Media. “MIT Center for Civic Media Fellow”. 2014年11月11日時点のオリジナルよりアーカイブ。2014年11月10日閲覧。
29. ↑  Beesley, Angela. “Advisory Board”. 2007年6月9日時点のオリジナルよりアーカイブ。2007年7月16日閲覧。
30. ↑  “Advisory Council”. 2014年7月14日時点のオリジナルよりアーカイブ。2014年10月1日閲覧。
31. ↑  “Staff and Board”. 2014年10月1日閲覧。
32. ↑  “Poll Results: Ubuntu Community Council 2009”. 2014年10月1日閲覧。
33. ↑  “Shannon's Ghost | Center for Advanced Study in the Behavioral Sciences”. casbs.stanford.edu (2018年9月25日). 2022年2月12日閲覧。
34. ↑  “Benjamin Mako Hill is a Research Symbiont”.   Department of Communication, University of Washington (2019年1月9日). 2020年8月8日時点のオリジナルよりアーカイブ。2019年6月18日閲覧。